# Dryadula phaetusa

Dryadula phaetusa

Dryadula phaetusa is een vlinder uit de subfamilie Heliconiinae en de enige soort in zijn geslacht. 

## Kenmerken
De vleugels zijn 73-76 mm breed en oranjebruin met zwarte strepen. Het vrouwtje is valer gekleurd dan het mannetje. Deze soort heeft in vergelijking met andere vlinders uit dezelfde subfamilie relatief korte antennes.

## Leefwijze
In tegenstelling tot andere vlinders uit de onderfamilie Heliconiinae verzamelt deze soort geen stuifmeel aan zijn roltong. Hij voedt zich met nectar van bloemen uit het geslacht Asclepias.

## Verspreiding en leefgebied
Dryadula phaetusa komt alleen voor in terreinen met een lage begroeiing en niet in bosrijke gebieden. Hij komt voor van Mexico tot in Brazilië.

## Waardplanten
Waardplanten voor de rupsen zijn Passiflora morifolia en Passiflora talamancensis.